# Донченко Олександра Миколаївна
Олександра Миколаївна Донченко (1910 , Миколаїв, Херсонська губернія  — 1983 ) — інженер-капітан 1-го рангу, керівник групи проектувальників військових кораблів і підводних човнів. Член КПРС, кандидат технічних наук. Єдина у СРСР жінка, яка закінчила військово-морську академію.

## Біографія
Народилася 1910 року в Миколаєві в родині потомствених чорноморських корабелів. Її батько Микола Тимофійович прийшов на «Наваль» (як тоді називався Чорноморський суднобудівний завод у Миколаєві 1909 року). Випускниця Миколаївського кораблебудівного інституту, після закінчення якого була спрямована серед інших молодих спеціалістів на будівництво нових кораблів.
У РККА служила з 1936 року. Також закінчила Військово-морську академію в Ленінграді, де вона навчалася у таких корифеїв кораблебудівного мистецтва, як Олексій Крилов, Юліан Шиманський та Петро Папкович. У березні 1939 року Олександра Донченко з відзнакою захистила дипломну роботу. Військовим інженером 3-го рангу була атестована як науково-дослідний працівник. Член ВКП(б) із 1939 року.
Весною 1941 року їй достроково присвоєне звання військового інженера 2-го рангу. Нагороджена медаллю «За оборону Ленінграда».
За розроблення та випробування броньованого морського мисливця (БМО), скорочення термінів їх будівництва і, як наслідок, перевиконання плану на 50 % (здано 9 катерів замість передбачених 6), хорошу підготовку ходових випробувань (без аварій було здано 15 БМО) наказом за КБФ №: 121 від: 22 листопада 1943 року інженера-майора Донченко нагороджена орденом Червоної Зірки.
Станом на 1962 рік мала звання інженер-капітана 1-го рангу, працювала наглядачем будівництва дослідного атомного підводного човна К-27. Це єдиний випадок, коли посаду такого рівня обіймала жінка-офіцер. Вийшла у відставку у званні інженер-капітана 1-го рангу. Померла 1983 року.

## Пам'ять
У 1975 році в школі № 269 (нині № 585) Кіровського району Ленінграда Олександра Миколаївна разом з вчителями — Лідією Михайлівною Цвєтковою та Антоніною Іванівною Карановою — створили кімнату бойової слави підводників Балтики . Невтомна енергія Олександри Миколаївни сприяла тому, що скромна кімната бойової слави переросла у музей загальноміського значення.

## Нагороди
- Орден Червоної Зірки .